# Pedro Alfarde
Pedro Alfarde (n. Coimbra, m. 1190). 
Prior Mór de Santa Cruz, cronista de D. Afonso Henriques
,
.
Foi autor das obras 
- Indiculus Fundationis Monasterii S. Crucis, sobre o Mosteiro de Santa Cruz em Coimbra;
- Memorias dos que acompanharam nas conquistas a El Rei D. Afonso Henriques;
- Vita Tellonis, acerca da vida de D. Telo.[3]

Pedro Alfarde em Vita Tellonis descreve longamente as qualidades de D. Telo que era arquidiácono do Cabido da Sé. 

Foi considerado o primeiro escritor portuguêsː

He o primeiro Escritor Portuguez, e não Pedro Alladio, como alguns pensaraõ, o qual escreveu no Reinado do Sr. D. Sancho II, alguns trinta annos,
ou mais, depois que morreo D. Pedro Alfarde, cuja Obra he “De Sacrificiis antiquis Lusitanorum”.
sinalizando outras referências a Pedro Alladio (ou ainda a Laimundo de Ortega, este supostamente anterior à fundação do reino).